# Marian Munteanu
Compléments
Influences : Nicolae Bălcescu, Mihai Eminescu,Nicolae Iorga, Thomas Jefferson, Mahatma Gandhi, Ernest Bernea, Dumitru Caracostea, Ovidiu Bârlea, Dumitru Stăniloae
Marian Teofan Dragoș Munteanu, né le 19 juin 1962, à Grădiștea (județ de Giurgiu, Roumanie), est un ethnologue et homme politique roumain.
Membre du Parti communiste roumain sous la dictature de Nicolae Ceaușescu, Marian Muntenanu milite pour les droits civils et l'instauration de la démocratie en Roumanie, en particulier lors de la Golaniade, mouvement de protestation ayant lieu en 1990 sur la place de l'Université de Bucarest.
En 2016, il est désigné candidat du PNL aux élections municipales à Bucarest, avant de renoncer lorsque sont révélés son passé communiste et sa collaboration avec la Securitate.

## Biographie

### Éducation
Marian Munteanu est le disciple du philosophe Petre Țuțea.
En 2005, il devient docteur de l'université de Bucarest, avec la spécialisation d'ethnologie et de folklore, avec une thèse intitulée Le folklore de la détention - L'idée de la liberté dans la culture roumaine traditionnelle.

### Activité professionnelle et scientifique
En tant qu'ethnologue, Marian Munteanu effectue ses travaux de recherche dans les județe de Suceava, Neamţ, Hunedoara, Timiș et Vrancea (dans les deux derniers, en tant que membre des équipes de recherche de l'ethnologue Mihai Pop).

### Engagements militants et politiques

#### Avant 1989
Dans les dernières années du régime de Ceaușescu, il participe à des rencontres autour du philosophe Petre Țuțea,, ancien membre de la Garde de fer, connu pour être un adversaire du régime communiste. La Securitate met Țuțea sous surveillance rapprochée et interroge les étudiants qui le fréquentent. Dans ce cadre, Marian Munteanu est amené à signer en 1988 un contrat de collaboration avec la Securitate, contre rémunération,. En avril 2016, il nie toutefois avoir collaboré avec la police secrète et réaffirme l'avoir combattue « même à l'époque où il était difficile de lutter contre elle ».

#### Révolution de décembre 1989
Il est membre de l'association 21 décembre.

#### Ligue des étudiants (1989-1991)
À partir de mars 1991, il est président d'honneur de l'association nationale la ligue des étudiants.

#### Place de l'université (1990)
Il est l'initiateur et le coordinateur des manifestations des étudiants de la Place de l'Université, auxquelles il veut donner un caractère pacifique et non-violent,.
Marian Munteanu promeut la non-violence comme une attitude civique dans la Roumanie post révolutionnaire,.
Marian Munteanu est arrêté à le matin du 13 juin 1990 et libéré dans l'après-midi. Le lendemain, il est séquestré et brutalement frappé dans l'université, par les mineurs participant à la minériade. Il est transporté à l'hôpital en état de mort clinique, puis il est à nouveau arrêté et détenu comme prisonnier politique dans le pénitencier de Jilava.
Il est libéré après deux mois de détention, à la suite de pressions nationales et internationales,.

#### Alliance civique (1990)
En décembre 1990, il participe à la fondation de l'Alliance civique, dont il est élu président. Bientôt, cependant, étant en désaccord avec la plupart des membres du conseil d'administration, il démissionne du poste de président et quitte l'Alliance civique. En 1991, l'Alliance civique devient un parti politique et fusionne en 1998 avec le Parti national libéral.

#### Mouvement pour la Roumanie (1992-1995)
En 1992, Munteanu fonde l'organisation « Mouvement pour la Roumanie » (Mișcarea pentru România). D'après lui, ce mouvement entend former, à terme, un parti politique se réclamant du parti national démocrate fondé par Nicolae Iorga et Alexandru C. Cuza en 1910 et sa doctrine est inspirée des partis conservateurs français et britanniques. Il la qualifie de « national-chrétienne » ou « national-démocrate ».
En 1992, le Mouvement pour la Roumanie se présente aux élections législatives mais n'obtient aucun siège.[réf. nécessaire]
En janvier 1994, dans la revue du Mouvement, Mișcarea, Munteanu signe un article intitulé La lutte souterraine (Lupta subterrană) dans laquelle il préconise pour la Roumanie une transition sous forme de militarisation sectorielle.
En juin 1994, il publie un communiqué dans la même revue dans lequel il conteste le nombre de 400 000 victimes juives des répressions antisémites de Roumanie, affirmant qu'il a été surestimé par les organisations juives afin de « gagner de l'argent illicite en escroquant le peuple roumain [...] avec la complicité de traîtres infiltrés dans les structures institutionnelles roumaines ». En 1995, il ajoute « nous devons prendre compte le fait évident que les victimes des répressions et des violences en Roumanie ont toujours été les Roumains et non les minorités nationales ».
En 2016, Munteanu dément une quelconque affinité du mouvement pour la Roumanie avec la Garde de Fer, également appelé mouvement légionnaire, et affirme qu'il s'agit de rumeurs lancées à l'époque par le Front de Salut National de l'ancien président Ion Iliescu auquel il s'était fortement opposé au début des années 1990.

#### PUNR – Alliance nationale (2000)
Munteanu développe une plate-forme politique qui proposait, parmi d’autres idées, la régénération et la revitalisation de la classe politique par la promotion de la nouvelle génération de professionnels formés après 1989, déclarant publiquement que, si le Congrès du parti accepte ce projet, il deviendra un membre de PUNR et posera sa candidature sur les listes de ce parti, avec l'intention de participer à la construction d'un nouvel édifice politique.
Bien que le Congrès de l’Alliance soutienne d’abord le projet de programme préparé par Marian Munteanu, la direction exclut tous les jeunes candidats des listes électorales pour les élections législatives. Dans ces conditions, Munteanu refuse l'accès au parti, retire sa candidature et ne participe pas aux élections.
Alliance Nationale obtient un score électoral décevant (1 %) et se dissout, les principaux dirigeants (Valeriu Tabără, Mircea Druc, Dorin Iacob et d’autres) entrant dans le Parti Démocratique dirigé par Traian Băsescu.

#### Bref candidat du PNL à la mairie de Bucarest (2016)
Le 11 avril 2016, Ludovic Orban, candidat du Parti national libéral aux élections municipales de juin 2016 à Bucarest retire sa candidature du fait de l'enquête menée à son encontre par la direction nationale anticorruption. Le lendemain, Marian Munteanu est désigné comme son remplaçant.
Sa candidature suscite de nombreuses critiques, venant notamment de la part d'ONG, qui lui reprochent sa sympathie pour le mouvement légionnaire, incompatible, selon elles, avec les valeurs européennes et démocratiques. La presse évoque aussi sa collaboration passée avec la Securitate. Les contestations viennent également de l'intérieur même du PNL, en particulier de l'ancien Premier ministre Petre Roman, qui lui reproche ses prises de position passées, en désaccord, selon lui, avec les valeurs libérales.
Le 20 avril, moins de deux semaines après l'annonce de sa candidature, il annonce qu'il renonce à se présenter. Munteanu et la direction du PNL invoquent des tensions internes au parti. Il est alors remplacé par Cătălin Predoiu, qui devient le quatrième candidat désigné par le parti pour ces élections municipales.

## Publications

### Volumes, études, dialogues (sélectif)
- Le folklore de la détention. Les formes de la privation de liberté dans la littérature poporaniste, Étude, typologie, anthologie de textes et glossaire, Maison d’Édition Valahia, 2007-2008[36].
- La poésie de la résistance, Maison d’Édition Clio, Bucarest, 1999 ; Étude critique d'histoire de la littérature[37].
- L'orthodoxie est l'avenir de l'humanité, conseils et appel adressés aux jeunes par le père Stăniloae lors d'une conversation avec Marian Munteanu, Maison d'Édition Valahia, 2000.
- Révolution et restauration, étude publiée dans le journal Ziua en décembre 2001 - janvier 2002.

### Éditions, préfaces, études (sélectif)
- Tache Papahagi, Anthologie aromânească (Anthologie aroumaine), Maison d'Édition Scrisul Românesc, Craiova, 2008 (préface)
- Nicolae Iorga, Caracterul commun al instituţiilor din Sud-Estul Europei (Le caractère commun des institutions de l'Europe du Sud-est), Maison d'Édition Valahia, Bucarest, 2008
- Dionisie Fotino, Istoria Daciei (Histoire de la Dacie), Maison d’Édition Valahia, Bucarest, 2008
- CERC - Cercetări Etnologice Româneşti Contemporane (Recherches Roumains Contemporaines d'Ethnologie), magazine de l'ethnologie, de 2005 à 2008
- Dr Dragoş Nicolescu, Morala medicului (Tratat de etică medicală) (La morale du médecin - Traité de l'éthique médicale), Maison d’Édition Valahia, Bucarest, 2006
- Prea Fericitul Teoctist, Patriarhul românilor de pretutindeni (Sa Béatitude Théoctiste, Patriarche des Roumains de partout), Euxinus, 2005 (postface)
- Gavrilă Filichi, Ziua a cincisprezecea (15 Noiembrie 1987, Braşov, România. O mărturie) (Le quinzième jour, 15 novembre 1987, Brasov, Roumanie, Témoignage), Lamura, Bucarest, 1994
- Petre Țuțea, Între Dumnezeu şi neamul meu (Entre Dieu et mon peuple), Fondation Anastasia – Maison d’Édition Arta Grafica, Bucarest, 1992 (préface et postface)